# Pore (Casanare)
Pore est une municipalité située dans le département de Casanare, en Colombie.